# Regenstormvogel
De regenstormvogel (Pterodroma inexpectata) is een vogel uit de familie van de stormvogels en pijlstormvogels (Procellariidae). Het is een gevoelige, endemische zeevogelsoort uit Nieuw-Zeeland.

## Kenmerken
De lichaamslengte bedraagt 34 tot 35 cm, de spanwijdte 85 cm en het gewicht 315 gram. De buik van de regenstormvogel is wit, evenals zijn staart, keel en kin. De rest van het lichaam is donker. De ondervleugels zijn over het algemeen wit, met een zwarte rand. De bovenzijde van de vogel is grijs. De kop is wit met grijze vlekken.

## Verspreiding, leefwijze en leefgebied
De regenstormvogel broedt op kleine eilanden bij het Zuidereiland van Nieuw-Zeeland bij Fiordland, in de  Straat Foveaux en andere eilanden rondom Stewart Island. Ze beginnen te broeden tussen 14 en 26 december in zelf gegraven legers op steile, dicht begroeide hellingen, kliffen en richels. Het vrouwtje legt één ei dat gedurende 48 tot 53 dagen bebroed wordt. Na 90 tot 105 dagen is de jonge vogel zelfstandig.
Buiten de broedtijd leven de vogels op volle zee. Ze worden bijna overal in de Grote Oceaan waargenomen van Antarctica tot noordelijk de Beringzee, de Golf van Alaska en de Aleoeten. Ze foerageren op weekdieren, vis en schaaldieren.

## Status
De regenstormvogel heeft een beperkt broedgebied en daardoor is de kans op uitsterven aanwezig. De grootte van de populatie werd is niet goed gekwantificeerd, mogelijk zijn er nog 1,5 miljoen individuen. De populatie-aantallen nemen af door predatie van de eieren en kuikens door geïntroduceerde dieren zoals de weka (Gallirallus australis) en de zwarte rat (Rattus rattus). Verder is er verstoring door de plaatselijke bevolking die soms ook eieren en kuikens verzamelen. Om deze redenen staat deze soort als gevoelig op de Rode Lijst van de IUCN.